# Долни-Дыбник
Долни-Дыбник (болг. Долни Дъбник) — город в Болгарии. Находится в Плевенской области, входит в общину Долни-Дыбник. В некоторых дореволюционных источниках описывается как Дольный Дубняк или Дольний Дубняк.
Население составляет 4396 человек (2022).

## Политическая ситуация
Кмет (мэр) общины Долни-Дыбник — Борислав Стоядинов Станимиров (коалиция в составе 2 партий: Болгарский земледельческий народный союз (БЗНС), Союз демократических сил (СДС)) по результатам выборов.

## Галерея

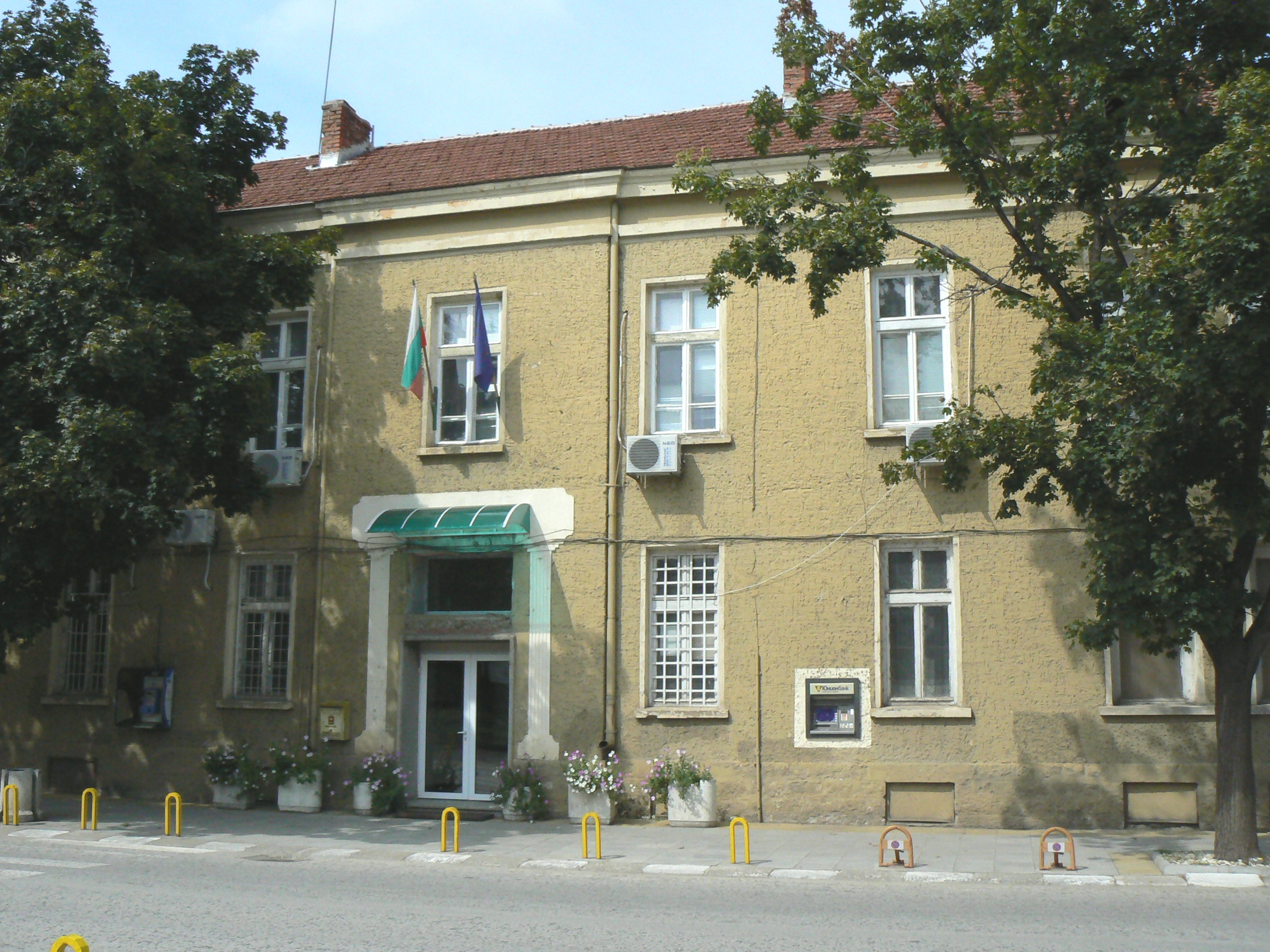
Здание администрации
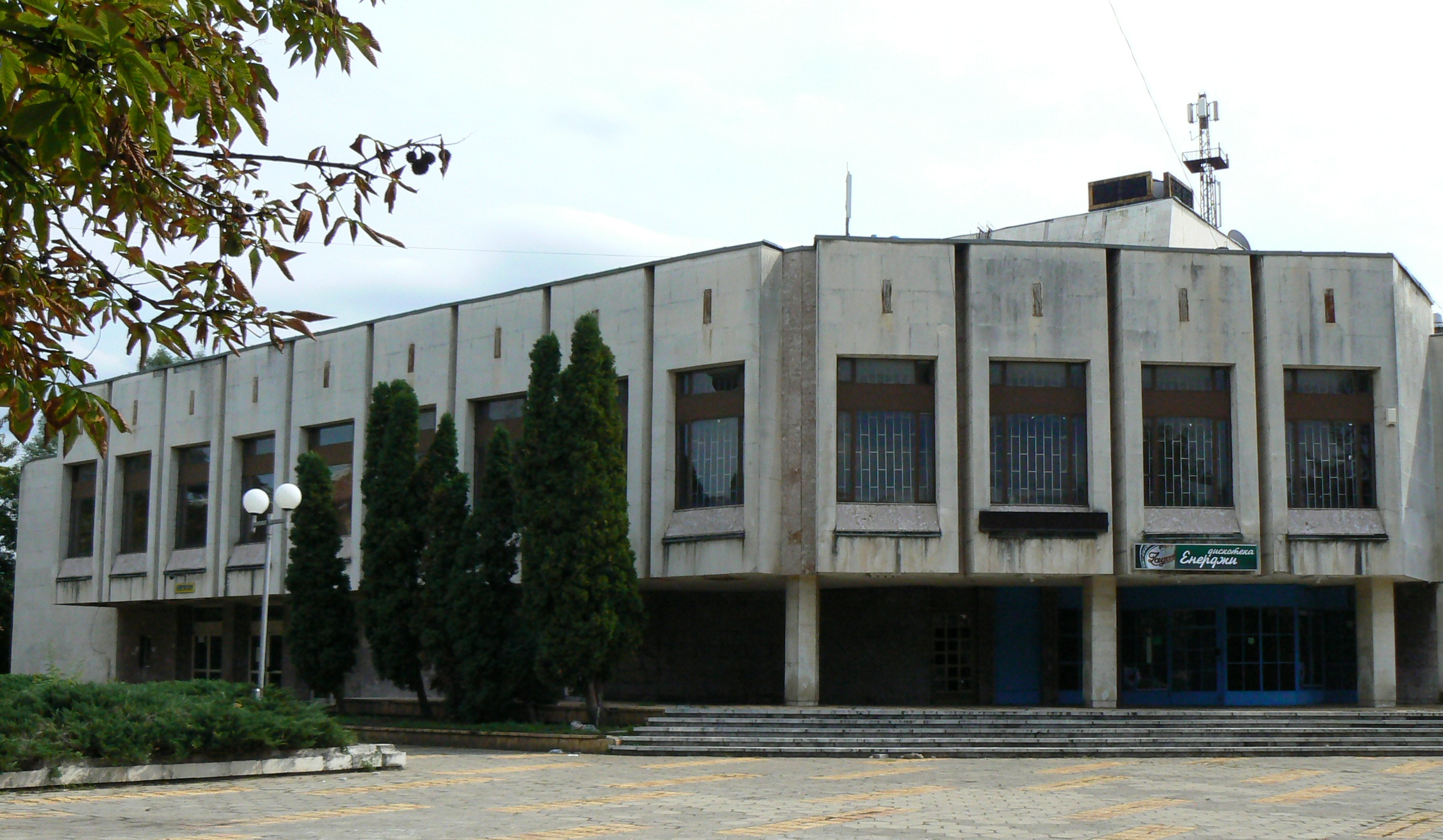
Библиотека